# 提理安
提理安（Tirion），是J·R·R·托尔金奇幻系列作品中的虛構城市。建在图纳山上，是阿门洲裡诺多精灵生活着的城市。这个地方由芬威管辖，他的孩子们费诺、芬国昐、费纳芬等也居住在这里。

## 历史
图纳的绿色山丘位于穿越佩罗瑞山墙的唯一通道——卡拉克雅（译自昆雅语“光之裂隙”）这个幽深山谷中，紧靠维林诺。在山丘之顶，凡雅和诺多精灵们建起了他们在大海西岸最大的居所。提理安的墙垣和屋顶都是白色，街道的灰尘晶亮，好似钻石的微粒。白色水晶的阶梯在丰美的大地上沿伸，一直攀升到宏伟的大门前。
提理安是一座阶梯形的城市，由精灵中的凡雅族和诺多族共同建造，它中心的最高点是凡雅精灵的最高王（也是所有精灵的最高王——英格威的高塔：明登·艾尔达丽瓦，他的银色灯光远射至大海。塔下的广场旁是芬威——第一个诺多最高君王的住所。广场是白树佳拉西理安繁茂生长的地方，后来也是在这里，费诺发下了他的可怕誓言。
在许多凡雅精灵到维林诺重新定居后，提理安的统治权交给了芬威。随之而来的是许多蒙福喜乐的岁月，费诺在这段时期创作出了精灵宝钻。在魔苟斯度过千年的关押期被释放后，他见识了精灵宝钻并垂涎于它们。他来到提理安，向费诺编造关于他的两个同父异母弟弟的谎言，他说芬国昐想要篡夺费诺身为芬威的继位者的位置。这就是为什么后来费诺对芬国昐恶语相向并拔剑威胁自己兄弟的性命的原因。这也导致了费诺被维拉们从提理安流放十二年。芬威和他的大儿子一起去了佛密诺斯（费诺被流放后的居住地），芬国昐成为在提理安的诺多精灵的君王。在魔苟斯杀害了他的父亲并偷走他最珍爱的宝石——精灵宝钻——之后，费诺在大广场上召集诺多精灵们，他鼓动精灵们跟他一起回到中土大陆为他们的王复仇并夺回精灵宝钻，他竭力让精灵们认为，他们居住于此的提理安只不过是维拉们用来软禁精灵的牢狱。尽管有一些精灵并不情愿跟随他们新的王，但不管怎样，最后，当费诺和他的兄弟们及他和他们的孩子起程离开时，提理安只剩下十分之一的人口。也有一些精灵不久之后跟从费纳芬返回了提理安。
提理安在这部奇幻作品中再次被提起时，600多年的光阴已过。当时中土大陆的所有精灵王国都面临覆灭的危机，埃兰迪尔驾着他的船——威基洛特-加龙省——向西航行，想要寻找到维林诺，并为了对魔苟斯的战争而向维拉们请求帮助。埃兰迪尔到达提理安时恰逢维林诺的节庆，城里几乎为之一空，但当他离开这座城市准备折返时，维拉的使者来到了他身边。
大约三千多年后，提理安第一次被必死的凡人——努曼诺尔国王的军队所目睹，因为索伦的欺骗，他们进攻阿门洲，停靠在艾尔达玛的港口，并在图纳山丘附近驻扎，而那里的精灵都已逃走一空。当努曼诺尔人葬身于崩塌的大山下后，提理安连同不死之地的其它部分，都被挪往了人类永远到达不了之处。

## 历代統治者
1. 英格威（西班牙语：Ingwë）：第一代，也是所有精灵的最高王。
2. 芬威：第二代。
3. 芬国昐：芬威的次子，在芬威离开了，到佛密诺斯去陪伴被放逐的费诺后，获得了领导权。
4. 费诺：芬威的长子，在诺多精灵离开提理安去中土大陆之前，继承芬威死后的名号。
5. 费纳芬：芬威第三子。他最终留在提理安并继承对提理安的领导权。

## 早期版本
在托尔金早年所寫的奇幻作品《失落的傳說之書》中，提理安名為廓尔（Kôr）。